# Ole Lynge
Ole Lynge (* 12. März 1956 in Aasiaat) ist ein grönländischer Politiker (Inuit Ataqatigiit) und Gewerkschafter.

## Leben
Ole Lynge ist der Sohn des Obertelegrafisten und Landesrats Jens Hans Lynge (1916–1985) und seiner Frau Hansine Elisabeth Benedikte Ester Mølgaard (1917–1996). Sein Großvater war Frederik Lynge (1889–1957). Sein älterer Bruder ist der Politiker Aqqaluk Lynge (* 1947).
Ole Lynge wurde von 1973 bis 1974 in Frederikshavn zum Seemann ausgebildet. Von 1975 bis 1978 genoss er eine Ausbildung zum Schiffszimmermann in Helsingør und Nuuk. 1979 wurde er Vorsitzender der Lokalabteilung der grönländischen Gewerkschaft SIK in Aasiaat. Nur ein Jahr später wurde er Regionssekretär und Vorstandsmitglied. 1983 wurde er Hauptsekretär und dann Vizevorsitzender, was er bis 1987 blieb. Er heiratete am 30. Dezember 1989 die Assistentin Rosa Kleist (1960–1997).
Ole Lynge kandidierte bei der Parlamentswahl 1983 als Erster Stellvertreter von Jens Geisler. Bei der Wahl 1984 kandidierte er erstmals selbst, wurde aber nicht gewählt. 1987 kandidierte er sowohl selbst als auch als Erster Stellvertreter für Jens Geisler. 1989 wurde er erstmals in den Rat der Gemeinde Aasiaat gewählt. Ende 1989 ersetzte er den wegen Sexualdelikten zurückgetretenen Jens Geisler im Inatsisartut. Bei der Parlamentswahl 1991 wurde er erstmals offiziell ins Parlament gewählt. Bei der Wahl 1995 konnte er nicht genügend Stimmen erreichen und schied aus dem Parlament aus. Anschließend arbeitete er als Hilfslehrer und später als Fachlehrer in Aasiaat. 1999 wurde er wieder ins Parlament gewählt. Nachdem Johan Lund Olsen als Parlamentsvorsitzender abgewählt worden war, wurde Ole Lynge im November 1999 zu seinem Nachfolger ernannt. 2001 schied er aus dem Gemeinderat aus. Als die Inuit Ataqatigiit im Dezember 2001 aus der Regierung ausschied, gab Ole Lynge das Amt des Parlamentsvorsitzenden freiwillig ab. Bei der Parlamentswahl 2002 erhielt er nur noch den sechsten Nachrückerplatz der Inuit Ataqatigiit, von wo aus er kurzzeitig 2003 Parlamentsmitglied wurde. Bei der Wahl 2005 erhielt er noch weniger Stimmen und erreichte wieder keinen Parlamentssitz mehr. Anschließend beendete er seine politische Karriere.
Am 8. Dezember 2015 erhielt er den Nersornaat in Gold.